# فرانز جوزيف الثاني (أمير ليختنشتاين)
فرانز جوزيف الثاني (16 أغسطس 1906 - 13 نوفمبر 1989) أمير ليختنشتاين منذ عام 1938 حتى وفاته .

## روابط خارجية
- فرانز جوزيف الثاني أمير ليختنشتاين على موقع الموسوعة البريطانية (الإنجليزية)
- فرانز جوزيف الثاني أمير ليختنشتاين على موقع مونزينجر (الألمانية)
- فرانز جوزيف الثاني أمير ليختنشتاين على موقع أوليمبيديا (الإنجليزية)

- فرانز جوزيف الثاني أمير ليختنشتاين.